# Râul Coșuștea
Râul Coșuștea este un curs de apă, afluent al râului Motru. 
1. ↑  Geographic Names Server, 11 iunie 2018